# Grace for Drowning
Grace for Drowning ist das zweite Soloalbum des britischen Musikers Steven Wilson. Es erschien im September 2011 bei Kscope.

## Entstehung und Veröffentlichung
Nach Wilsons erstem Soloalbum Insurgentes im Jahr 2009 arbeitete er zunächst wieder mit Porcupine Tree an The Incident und mit Blackfield an Welcome to My DNA, außerdem remasterte er mehrere Alben von King Crimson. Im Januar 2010 begann er sein zweites Soloalbum zu schreiben und aufzunehmen, das er als sein bislang größtes Projekt bezeichnete. Zahlreiche namhafte Gastmusiker, v. a. aus der Progressive-Rock-Szene, waren an den Aufnahmen beteiligt. Wilson selbst komponierte alle Stücke, spielte z. B. den Gesang, Gitarren, Bass und Keyboards ein, mischte und produzierte das Album. Lasse Hoile begleitete das Projekt fotografisch und filmisch.
Grace for Drowning erschien schließlich im September 2011 als Doppelalbum im Jewelcase, im Digipak und auf Vinyl. Die Blu-ray-Edition enthält das Album in hochauflösendem Stereo und in 5.1-Raumklang sowie Bonus-Titel, Demos, Videos und Bildergalerien. Die Deluxe-Edition enthält neben dem Doppelalbum und der Blu-ray eine dritte CD mit Outtakes und Demos sowie ein 120-seitiges Buch. Im iTunes Store kam das Album mit zwei Bonus-Titeln, bei Burning Shed wurde ab November ein FLAC-Download zur Verfügung gestellt. Zu Promotionzwecken gab es im Oktober 2011 die Download-Single Postcard mit dem gleichnamigen Titel vom Album und Remixen. Eine Woche später wurde eine Mobile App veröffentlicht, mit Informationen zu Grace for Drowning und zur Tour, mit Fotos sowie Audio- und Video-Streams, z. T. von nicht auf dem Album veröffentlichten Stücken.
Im Oktober begann schließlich die Tour durch Europa und Nordamerika, die im April 2012 in Nord- und Südamerika und Europa fortgesetzt wurde. Dabei wurde Wilson u. a. von Theo Travis und Marco Minnemann begleitet. Get All You Deserve, das Live-Album zur Tour, erschien im September 2012 und enthielt das neue Stück Luminol, dessen Studioversion 2013 auf The Raven That Refused to Sing (And Other Stories) zu finden ist.

## Titelliste

### CD 1 (Deform to Form a Star)
1. Grace for Drowning – 2:06
2. Sectarian – 7:41
3. Deform to Form a Star – 7:51
4. No Part of Me – 5:45
5. Postcard – 4:29
6. Raider Prelude – 2:23
7. Remainder the Black Dog – 9:27

### CD 2 (Like Dust I Have Cleared from My Eye)
1. Belle de Jour – 2:59
2. Index – 4:49
3. Track One – 4:16
4. Raider II – 23:21
5. Like Dust I Have Cleared from My Eye – 8:01

## Stil
Grace for Drowning wird oft dem (New-)Artrock oder Progressive Rock zugeordnet, mit Einflüssen aus dem Jazzrock und aus der Musik von King Crimson. Die Kompositionen und Arrangements sind abwechslungsreich und oft komplex. Es gibt ruhige, sphärische, melodische, hektische, harte und bombastische Passagen. Neben typischen Rockinstrumenten kommen auch Flöten, Streicher und elektronische Effekte zum Einsatz. Die Atmosphäre ist oft düster oder melancholisch.

## Rezeption
Das Album wurde überwiegend positiv aufgenommen. Kritisiert wurde z. B. auf Allmusic, es sei nur ein weiteres Album in Wilsons langer Diskografie, das ähnlich wie die anderen klinge. Christian Rode von den Babyblauen Seiten bemängelte: „So bietet das Album viel perfekt produzierten melancholisch-wehmütigen Wohlklang, der mich aber nicht wirklich packt.“ Jürgen Wissing lobte allerdings: „[W]egen seiner atmosphärischen Dichte mit einer riesigen Spannbreite an Stimmungen und Ausdruck ist 'Grace for Drowning' ein äußerst abwechslungsreiches, interessantes und spannendes Album geworden, perfekt produziert und sehr clever aus vielen Stilrichtungen zusammengesetzt.“ Und Thomas Kohlruß urteilte: „[H]ier sitzt wirklich jeder Ton am richtigen Ort und die ausgefeilten Arrangements geben von Durchlauf zu Durchlauf mehr Details, Gimmicks, neue Aspekte und Entdeckungen preis. Nicht zuletzt tragen natürlich die hervorragenden Musiker, die Wilson um sich geschart hat […], zur perfekten Umsetzung der Musik bei. […] Ein großes Werk, dereinst vermutlich ein Klassiker, heute eines der besten Alben, die 2011 an die Ohren der Fans drängen.“
Das eclipsed-Magazin nahm Grace for Drowning in seine Liste der 150 wichtigsten Prog-Alben auf. Es wurde Ende 2011 für einen Grammy in der Kategorie Raumklang nominiert und konnte sich kurzzeitig in mehreren Charts platzieren.